# Névez
Névez (bretonisch Nevez) ist eine französische Gemeinde mit 2721 Einwohnern (Stand 1. Januar 2022) in der Bretagne. Sie gehört zum Kanton Moëlan-sur-Mer, Arrondissement Quimper und Département Finistère. Névez liegt südwestlich von Pont-Aven am Westufer des Aven und an der Meeresküste.
Die Gemeinde besteht neben dem Hauptort Bourg aus mehreren kleinen Dörfern, die größeren davon sind Le Hénan, Kerascoët, Kercanic, Kerdruc, Port Manec’h, Raguénez, Rospico und Trémorvézen.

## Bevölkerungsentwicklung
| Jahr                       | 1962 | 1968 | 1975 | 1982 | 1990 | 1999 | 2009 | 2017 |
| Einwohner                  | 3127 | 3111 | 2995 | 2700 | 2574 | 2466 | 2718 | 2661 |
| Quellen: Cassini und INSEE |      |      |      |      |      |      |      |      |

## Sehenswürdigkeiten
Zu den Sehenswürdigkeiten von Névez gehören der Dolmen von Brucou, die beiden Schlösser Château du Hénant (15. und 16. Jahrhundert) und Château du Poulguin (16. und 17. Jahrhundert), die Gezeitenmühle von Hénan am Ufer des Aven aus dem 15. Jahrhundert, die Kirche Ste-Thumette aus dem 19. Jahrhundert und mehrere Kapellen: Sainte-Barbe (15. Jahrhundert), Saint-Mathieu (17. Jahrhundert), Saint-Nicolas (16. Jahrhundert), Sainte-Marguerite (16. Jahrhundert) und Notre-Dame-de-la-Clarté (15. und 16. Jahrhundert).
Die regionale Architektur prägen die Pierres debout (bretonisch men zao), bis etwa 2,7 m hohe Natursteine, aus denen Stellsteinreihen (Wegbegrenzungen) oder Hausmauern gebaut wurden.
Siehe auch: Liste der Monuments historiques in Névez

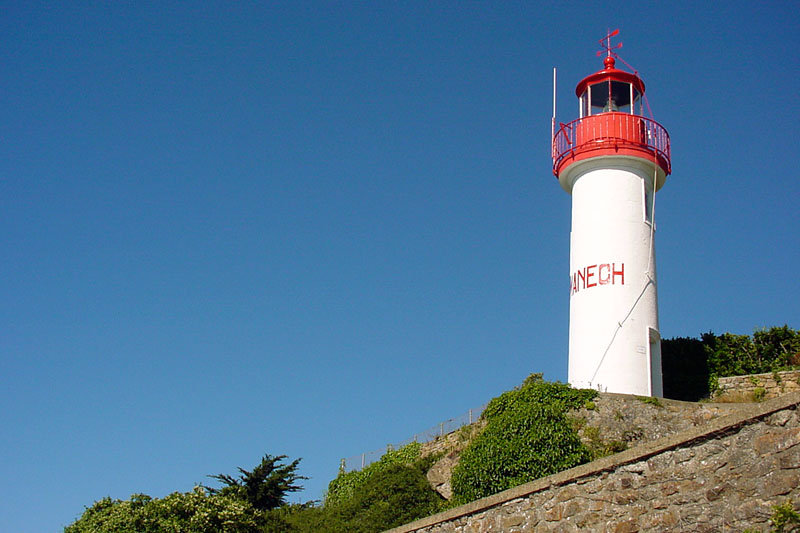
Leuchtturm Port-Manec’h
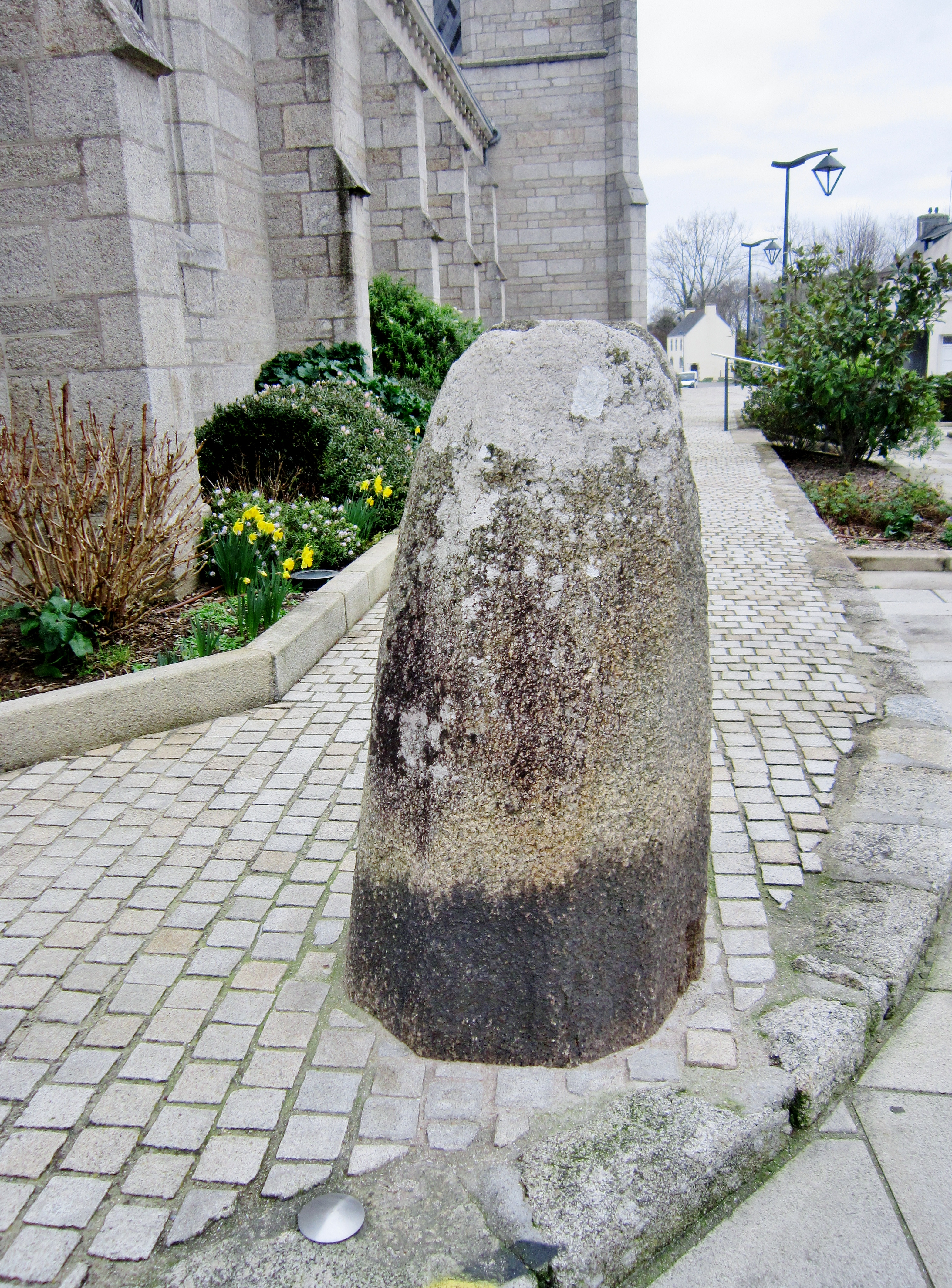
Gallische Stele
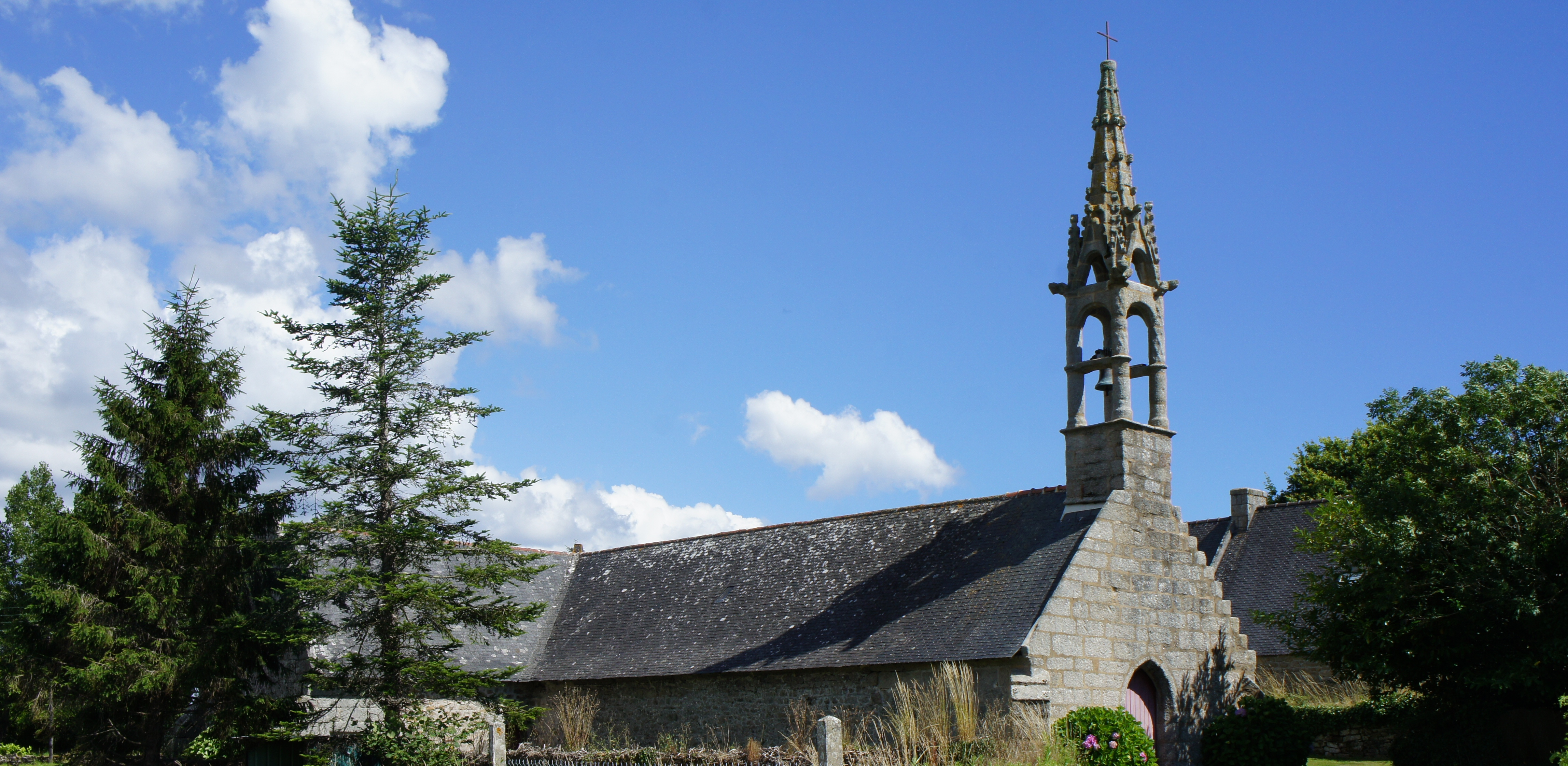
Kapelle Sainte-Barbe
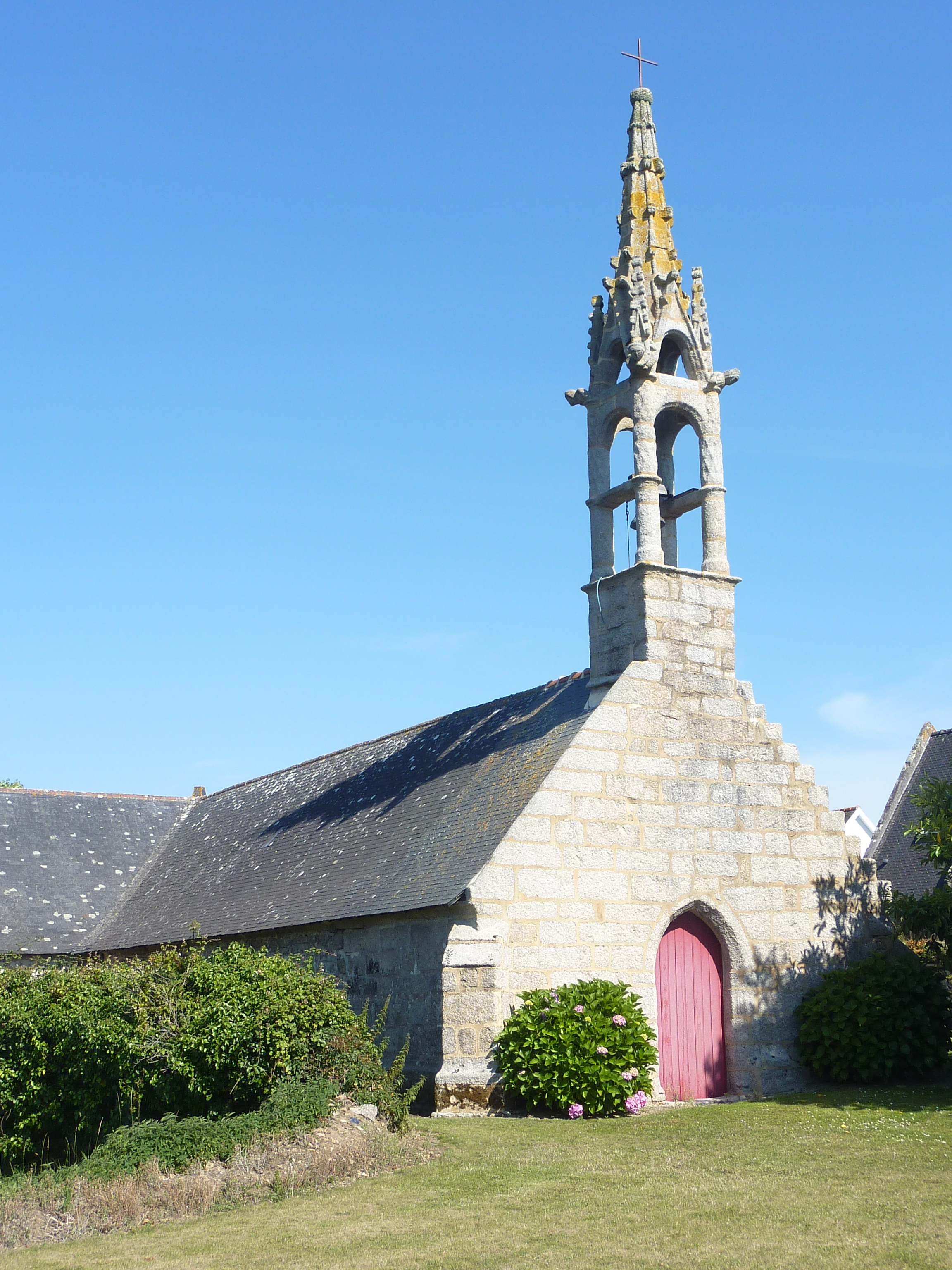
Kapelle Notre-Dame-de-Clarté im Ortsteil Trémorvézen
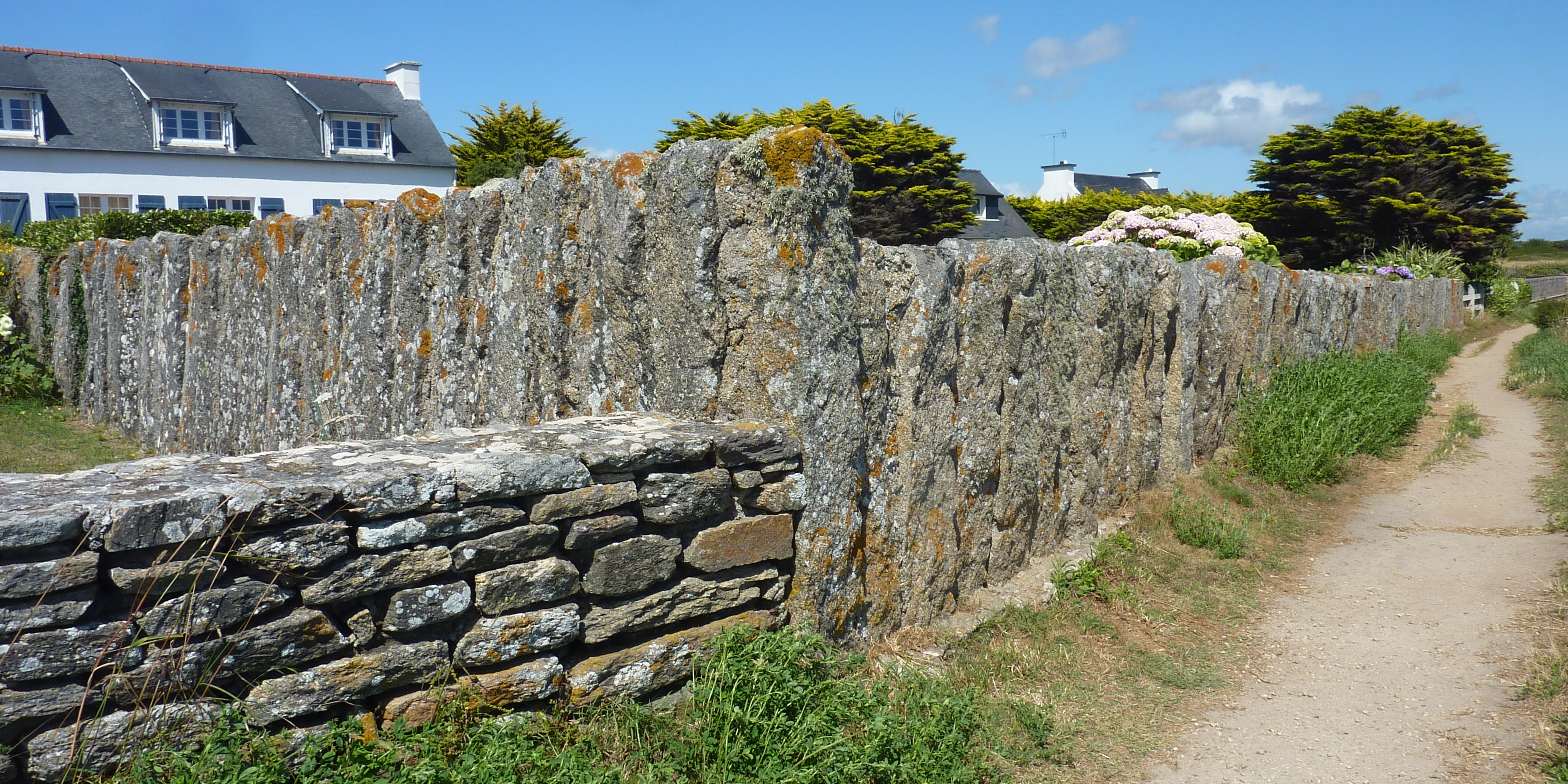
Stellsteinreihe
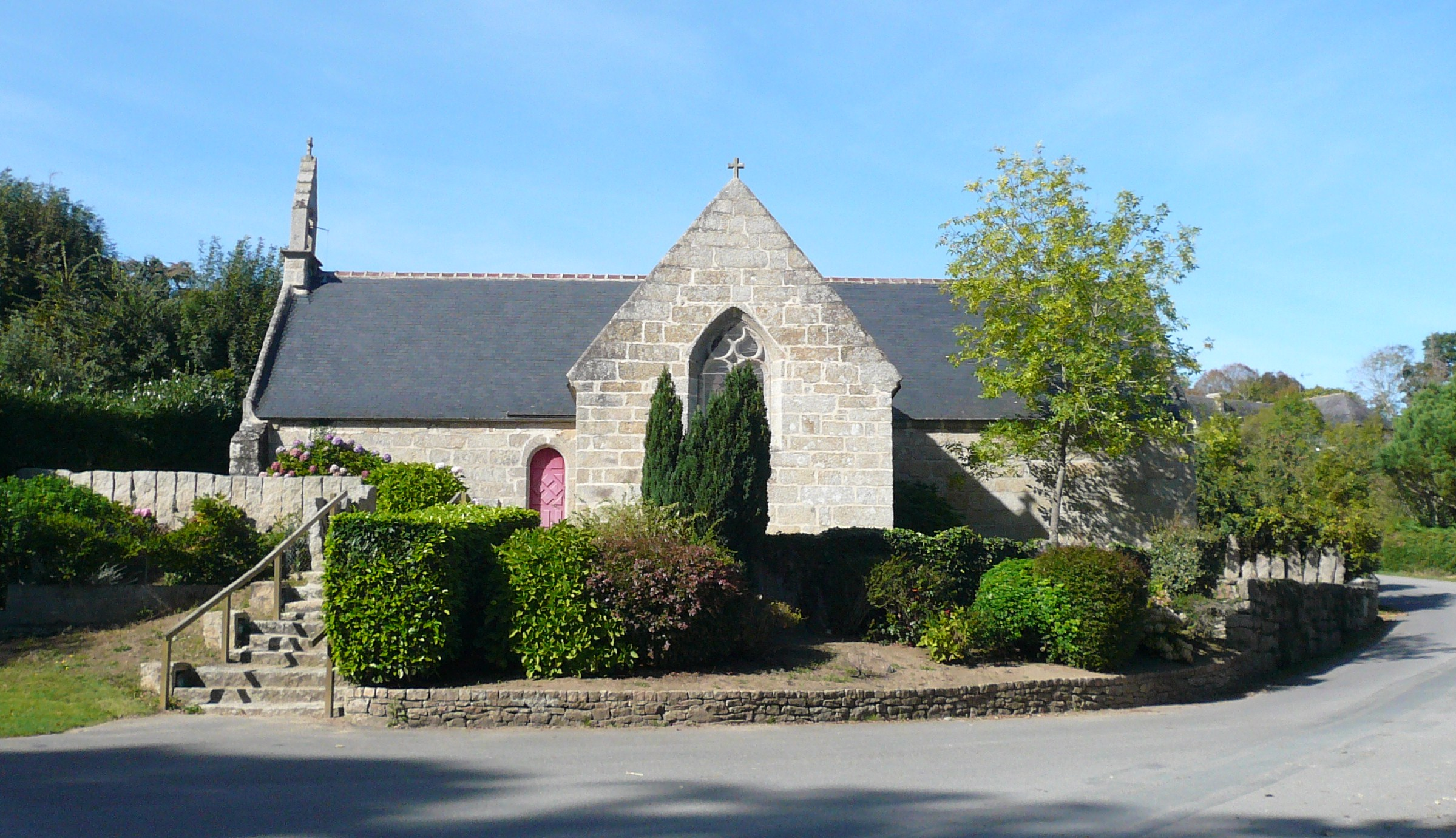
Kapelle Saint-Nicolas im Ortsteil Port-Manec’h
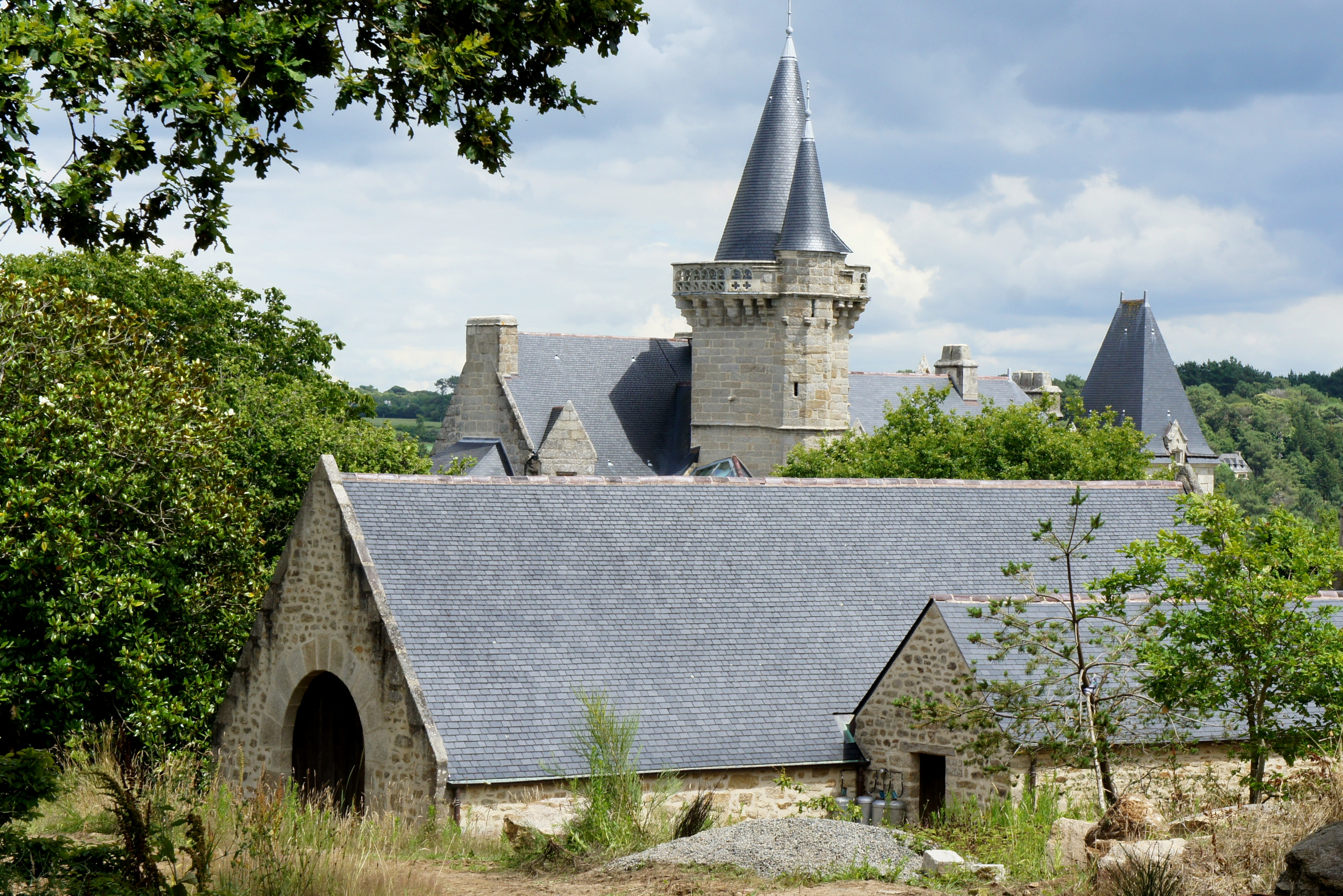
Château du Hénant
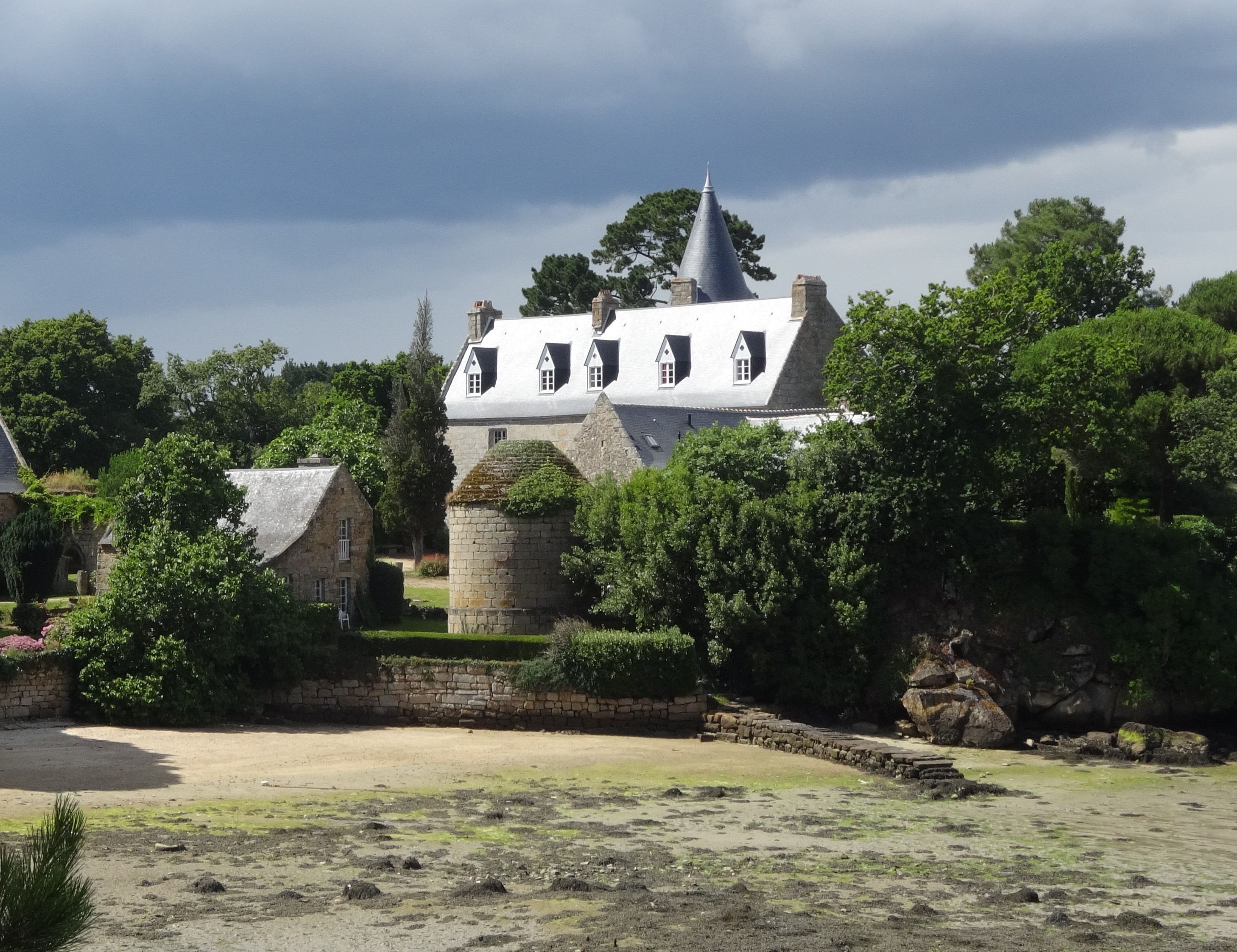
Château du Poulguin
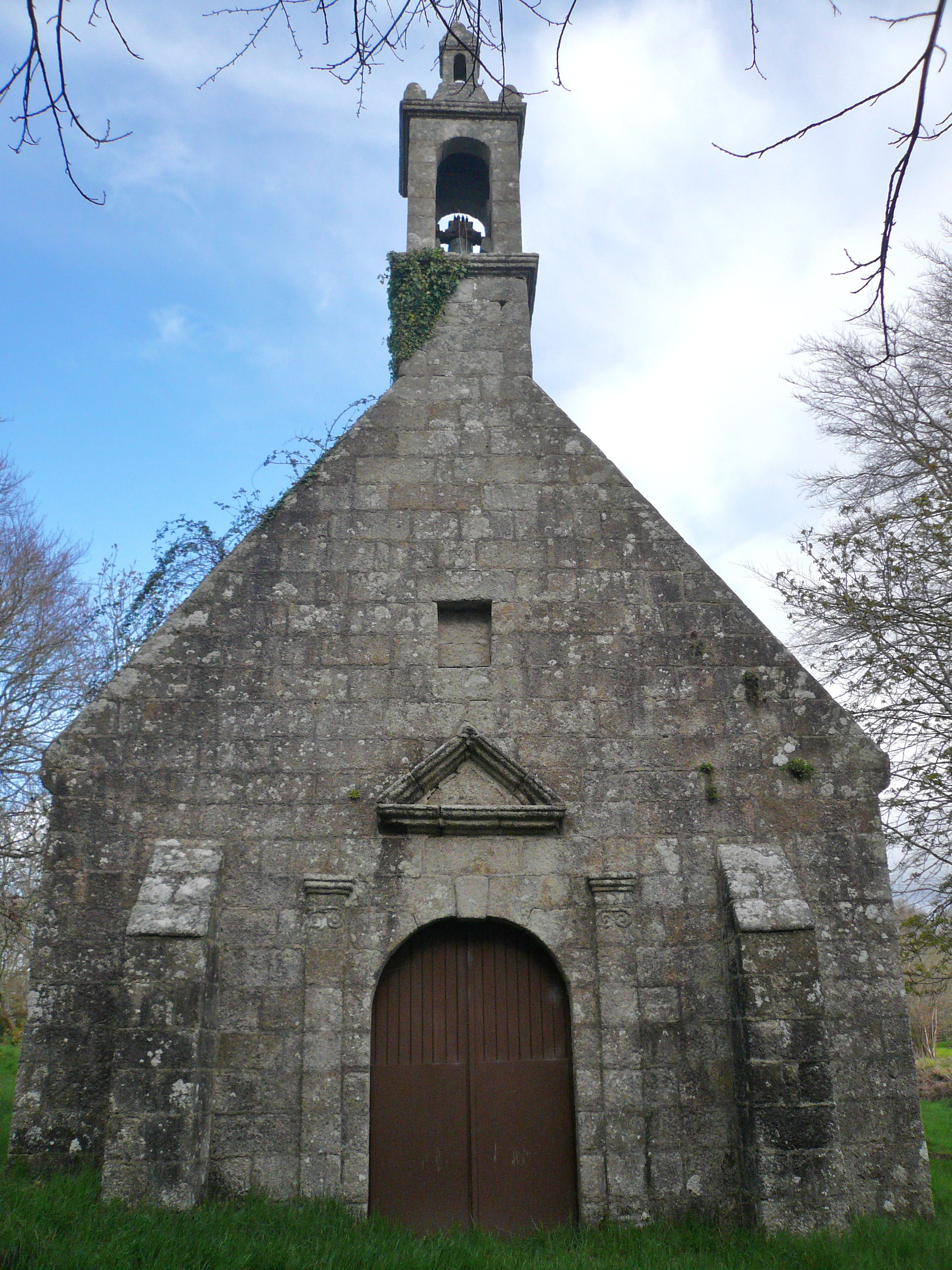
Kapelle Saint-Mathieu im Ortsteil Kerc’hras
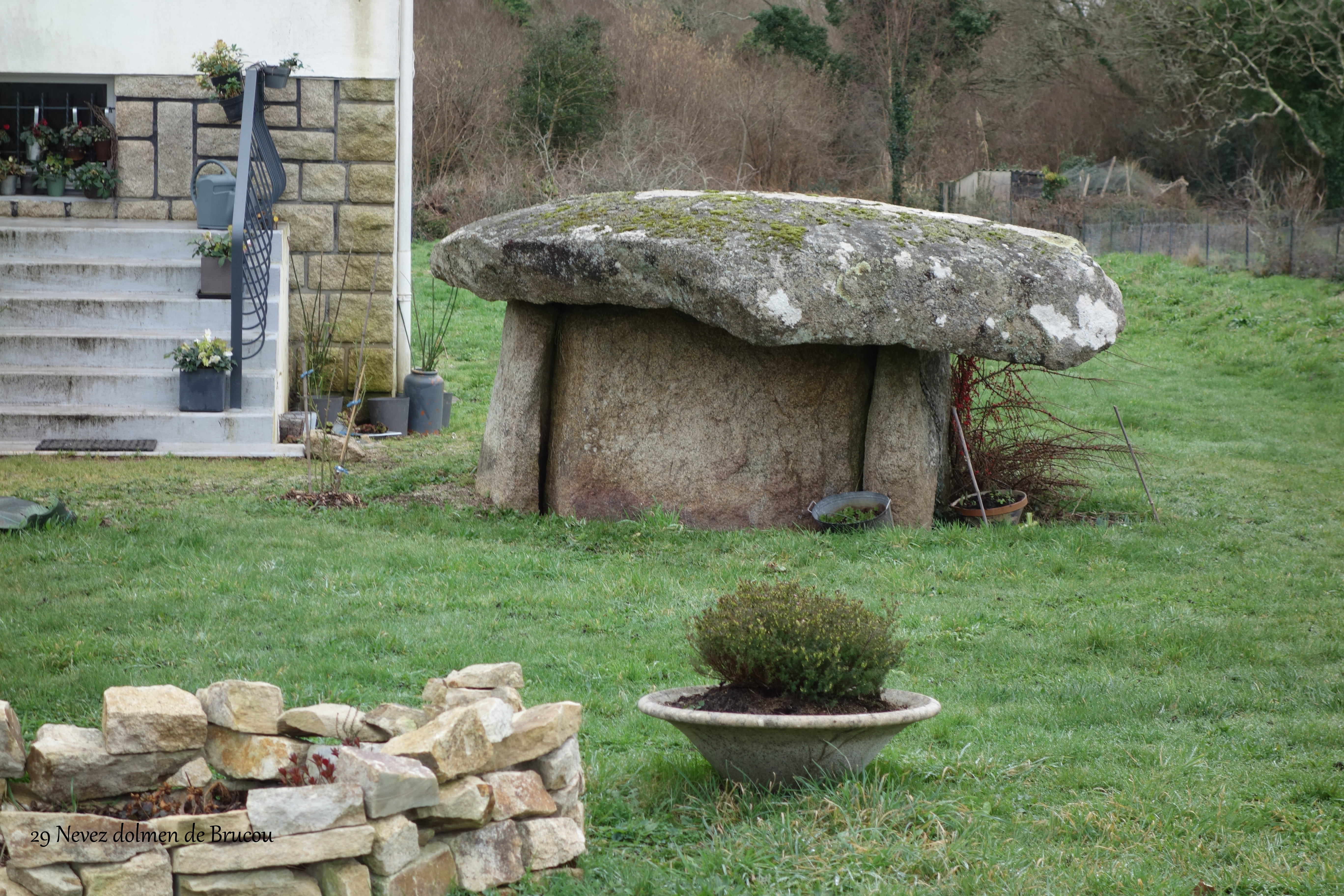
Dolmen de Brucou

## Wirtschaft
Névez lebt stark vom Tourismus. Es verfügt über mehrere Sandstrände, auf dem Gemeindegebiet befinden sich einige Campingplätze und zahlreiche Ferienhäuser.

## Gemeindepartnerschaft
Seit 2000 besteht eine Partnerschaft mit Les Contamines-Montjoie in den französischen Alpen.